# Coole (Fluss)
Die Coole ist ein Fluss in Frankreich, der im Département Marne in der Region Grand Est verläuft. Er entspringt im Ortsgebiet der gleichnamigen Gemeinde Coole, entwässert generell in nördlicher Richtung und mündet nach insgesamt rund 30 Kilometern unterhalb von Coolus, an der Gemeindegrenze zu Compertrix, als linker Nebenfluss in die Marne.

## Orte am Fluss
(Reihenfolge in Fließrichtung)
- Coole
- Faux-Vésigneul
- Coupetz
- Cernon
- Saint-Quentin-sur-Coole
- Breuvery-sur-Coole
- Nuisement-sur-Coole
- Écury-sur-Coole
- Coolus